# Młynica (województwo dolnośląskie)
Młynica (niem. Mellendorf; wcześniej także jako Miłowice) – wieś w Polsce, położona w województwie dolnośląskim, w powiecie dzierżoniowskim, w gminie Łagiewniki.
W latach 1975–1998 wieś administracyjnie należała do województwa wrocławskiego.

## Integralne części wsi
| SIMC    | Nazwa    | Rodzaj     |
| ------- | -------- | ---------- |
| 0876761 | Domaszów | przysiółek |

## Park
W zabytkowym parku znajdują się dąb szypułkowy (Quercus robur) o obwodzie 465 cm, jesion wyniosły (Fraxinus excelsior) o obwodzie 640 cm oraz żywotnik zachodni (Thuja occidentalis) o obwodzie 225 cm.

## Zabytki
- monolitowy kamienny krzyż, stojący około 400 m za wioską, po prawej stronie jadąc w kierunku Słupic; krzyż opisywany jest często jako tzw. krzyż pokutny, jest to jednak wyłącznie hipoteza nie poparta żadnymi dowodami lecz wyłącznie nieuprawnionym założeniem, że wszystkie stare kamienne monolitowe krzyże, są krzyżami pokutnymi (pojednania)[6].
- dwór (nieistniejący), piętrowy, dwuskrzydłowy kryty dachem dwuspadowym[7].